# Springer Science+Business Media
Ne doit pas être confondu avec Springer Publishing ou le groupe de presse Axel Springer (entreprise)
Pour les articles homonymes, voir Springer.
 (juin 2012).
Si vous disposez d'ouvrages ou d'articles de référence ou si vous connaissez des sites web de qualité traitant du thème abordé ici, merci de compléter l'article en donnant les références utiles à sa vérifiabilité et en les liant à la section « Notes et références ».
Springer Science+Business Media ou Springer (anc. Springer Verlag) est un groupe éditorial et de presse spécialisée d'origine allemande. Au niveau mondial, c'est le troisième groupe d’édition spécialisé dans le secteur des Sciences, Technologies et Médecine (STM). 
En mai 2015, est formé le groupe Springer Nature, par la fusion avec Nature Research détenu par Holtzbrinck à hauteur de 53 % et par BC Partners.

## Activité
Avec quelque 55 maisons d’édition et environ 5 000 salariés à travers le monde, Springer publie aux alentours de 2 000 revues et plus de 6 500 nouveaux livres par an. Springer dispose d'un fonds de plus de 70 000 titres, ainsi que de titres électroniques (SpringerLink). Outre les secteurs des STM, Springer publie aussi dans les secteurs de l’Économie, des Transports et de l'Architecture. Il est l'éditeur des LNCS (Lecture Notes in Computer Science), série publiant notamment des comptes-rendus de conférences d'informatique à comité de programme.
Springer a des bureaux à Berlin et Heidelberg (Allemagne), Dordrecht (Pays-Bas), New York et Norwell (États-Unis), Vienne (Autriche), Paris (France), Milan (Italie) et New Delhi (Inde).

## Histoire
En 1842, Julius Springer ouvre une librairie à Berlin. Il fonde peu après une maison d’édition, qui publie des écrits politiques et philosophiques, ainsi que des ouvrages d'échecs, de pharmacie et d'ingénierie. La marque d'imprimeur de Springer Verlag, qui représente une pièce d'échec (un cavalier, en allemand Springer) est à la fois un jeu de mots et un clin d’œil à ce qui fut la passion de Julius Springer,
Les fils et petits-fils de Julius Springer développent considérablement la composante scientifique de la maison d'édition. Une page décisive commence à s'écrire en 1920 avec l’acquisition de la revue de mathématiques Mathematische Annalen. Depuis, et encore aujourd'hui, Springer tient un rôle de premier plan dans l'édition de livres de mathématiques au niveau international.
En 1964, Springer ouvre un bureau à New York. D'autres bureaux, en Europe et en Asie, suivent. Le nombre des publications en langue anglaise va notablement augmenter.
Longtemps éditeur familial, le groupe est acquis par Bertelsmann en 1999, puis par les fonds d'investissement britanniques Cinven et Candover (en). En 2002, la nouvelle entité fusionne avec le néerlandais Kluwer Academic Publishers, racheté au groupe Wolters Kluwer, pour donner naissance à Springer Science+Business Media, formant alors le deuxième groupe mondial d'édition scientifique (le premier étant Elsevier).
En 2009, Cinven et Candover revendent Springer à deux sociétés de fonds d'investissement, EQT Partners et GSIC. En 2013, BC Partners acquiert une participation majoritaire dans l'entreprise pour 4,4 milliards de dollars.
En janvier 2015, Holtzbrinck et Springer Science+Business Media fusionnent une grande partie de leurs activités, notamment celles dans l'édition à comité de lecture et dans l'éducation, pour former une coentreprise détenue respectivement à 53 % et à 47 %, qui a un chiffre d'affaires de 1,5 milliard d'euros et 13 000 employés. En mai 2018, Springer Nature annule son entrée à la Börse Frankfurt, le titre subissant une faible demande de  la part du marché. Springer Nature retente l'opération en mars 2020. 
En mai 2021, Springer Nature sort le magazine scientifique africain, en ligne et gratuit Nature Africa. Akinlabi Kazeem Jimoh est nommé éditeur en chef de cette nouvelle revue,.

## Accès ouvert
Springer est membre de la Open Access Scholarly Publishers Association. Pour certaines de ses revues, Springer n'exige pas de ses auteurs qu'ils transfèrent leurs droits d'auteur, et leur permet de décider si leurs articles sont publiés sous une licence libre accès ou dans le modèle traditionnel de licence restreinte. Alors que la publication en libre accès demande généralement que l'auteur paie des frais pour la conservation des droits d'auteur, ces frais sont parfois couverts par un tiers.